# Charles R. Miller

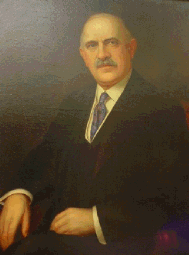

Charles Robert Miller (30 de setembro de 1857 - 18 de setembro de 1927) foi um político norte-americano que foi governador do estado do Delaware, no período de 1913 a 1917, pelo Partido Republicano.